# Оттон I (король Греции)

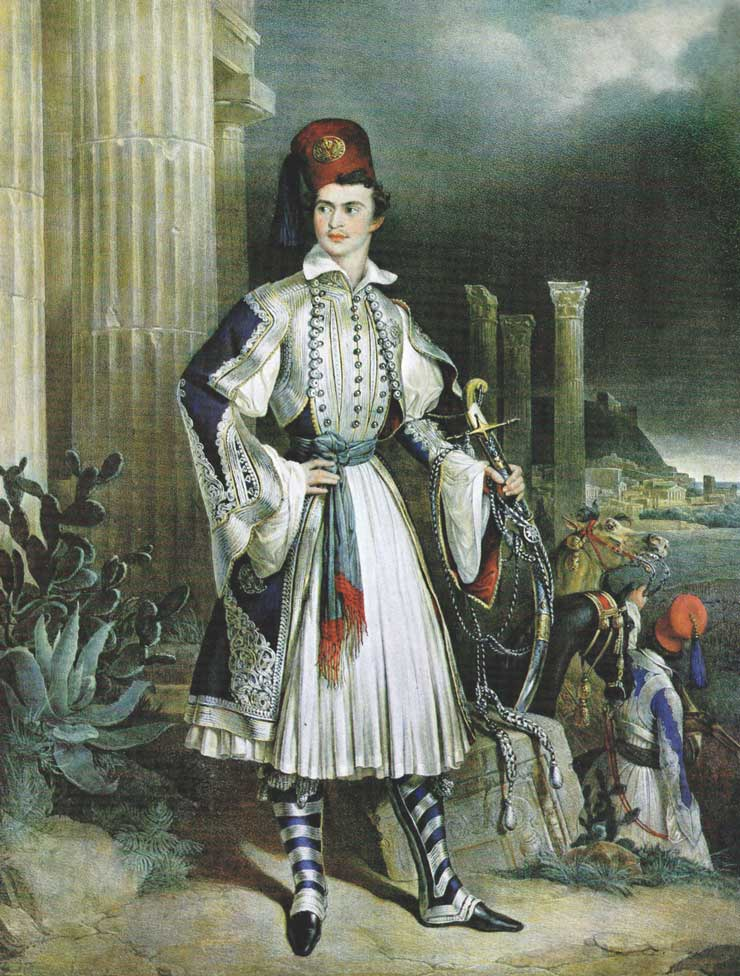
Король Греции Оттон I. Романтический портрет на фоне греческих руин в национальном костюме. Литография Готлиба Бодмера

О́ттон (Отто) I (Отто Фридрих Людвиг фон Виттельсбах, (греч. Όθων Αʹ, нем. Otto I, нем. Otto Friedrich Ludwig von Wittelsbach, 1 июня 1815, Зальцбург — 26 июля 1867, Бамберг) — первый король Греции (1832—1862 гг.). Происходил из древней германской династии Виттельсбахов. Второй сын короля Людвига I Баварского. Через своего предка Иоганна II, герцога Баварского, был потомком византийских династий Комнинов и Ласкаридов.
Процарствовав 30 лет, был свергнут и вынужден был покинуть Грецию. Последние пять лет жизни провёл в изгнании, на родине, в Баварии.

## Биография
Получил хорошее образование (в числе его преподавателей был Шеллинг), которое пополнил путешествиями по Германии и Италии. Отец его, поклонник Древней Греции, был единственным монархом того времени, увлекавшимся греческим восстанием; сын его унаследовал от него симпатию к греческому народу.
В семнадцатилетнем возрасте, после упразднения Греческой республики, на Лондонской конференции 1832 года, признавшей независимую Грецию под протекторатом великих держав: (Великобритании, России, Франции), 20 мая был избран Королём Греции (державы настояли на таком титуле — вместо «Король греков», как у последующих монархов в Греции). Державы также истребовали у его отца обещания не предпринимать действий, враждебных Османской империи.
8 августа 1832 года греческое народное собрание единогласно подтвердило это избрание. 18 февраля 1833 года торжественно вступил на престол. С ним вместе прибыли в Грецию из Баварии три регента, Армансперг, Маурер и Абель, для управления страной до его совершеннолетия. 13 июля 1835 года принял бразды правления в свои руки, однако не проявил себя достаточно самостоятельным правителем. Провёл церковную реформу в Греции в 1833―1835 годах, которая предусматривала ликвидацию монастырских обителей, где проживали менее 5 насельников.
В 1836 году женился на принцессе Амалии Ольденбургской (умерла в 1875 году).
В 1837—1843 годах (с небольшим перерывом) возглавлял греческое правительство.
В результате антикатолического и антибаварского восстания в стране в 1843 году была принята Конституция, которая определяла, что преемником Оттона, наследником греческого престола может быть только православный.
Покровительствовал открытию университета и других учебных заведений, вообще проявлял самые добрые намерения, но не обнаружил ни самостоятельности убеждений, ни способностей государственного человека. Увлечение идеалами древнегреческой борьбы за свободу сочеталось в нём с реакционными стремлениями и духом централизации, обуявшим правящие круги Греции, хотя он даже и тут не обнаруживал самостоятельности и попеременно поддавался влиянию боровшихся партий, сперва баварской (Армансперга), потом русской, французской и английской.
Напуганный революцией 1848 года, присягнул на верность конституции, но всё последовавшее его управление было рядом систематических её нарушений. Неоднократно проявлял замечательную доброту характера: так, в 1861 году согласился помиловать студента Аристида Досиоса, покушавшегося на жизнь королевы; но эта доброта не ослабляла деспотизма. В особенности деспотические замашки обнаруживала его властолюбивая жена, имевшая на него сильное влияние. Только в вопросе престолонаследия он отстоял свою независимость. Брак его с Амалией остался бездетным, и потому им было необходимо выбрать наследника престола; Амалия желала принца из Ольденбургского дома, он же настоял на своём брате, принце Адальберте, что вызвало семейный разлад, который долго занимал греческое общество.
Когда Англия установила морскую блокаду Греции для предотвращения нападения греков на Турцию во время Крымской войны (1853—1856), его авторитет в глазах греков пострадал. Свергнутый с престола революцией 1862 года, добровольно без борьбы покинул Грецию, но прямо не отрёкся от короны и впоследствии дважды заявлял притязания на престол.
Вернулся на родину и жил в Бамберге.
28 мая 1835 года был награждён орденом Св. Андрея Первозванного.